# Rhysida monalii
Rhysida monalii är en mångfotingart som beskrevs av Lalit Prasad Khanna och Kumar 1984. Rhysida monalii ingår i släktet Rhysida och familjen Scolopendridae. Inga underarter finns listade i Catalogue of Life.